# Liste der Hochhäuser in Arkansas

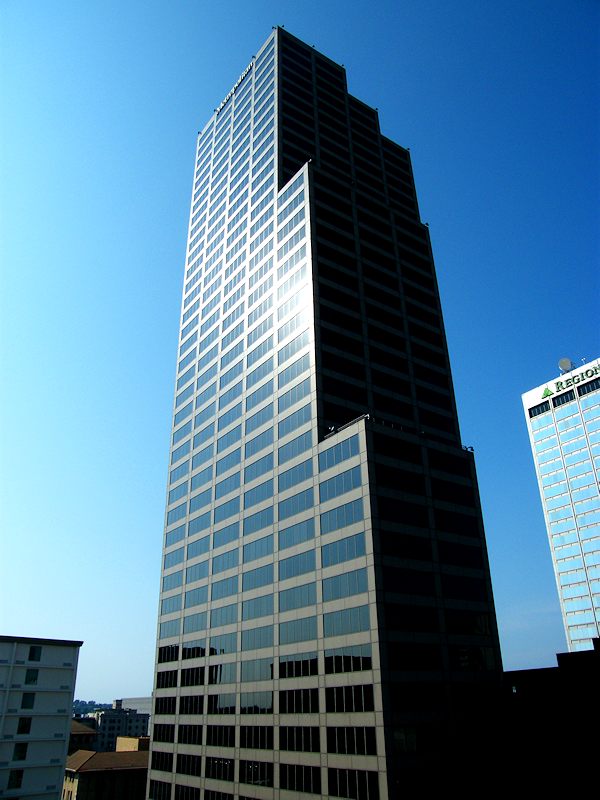
Der Metropolitan Bank Tower in Little Rock ist das höchste Gebäude im US-Bundesstaat Arkansas

In der Liste der Hochhäuser in Arkansas werden die Hochhäuser im US-Bundesstaat Arkansas ab einer strukturellen Höhe von 50 Metern aufgezählt. Das bedeutet die Höhe bis zum höchsten Punkt des Gebäudes ohne Antenne. Aufgezählt werden nur fertiggestellte und im Bau befindliche Hochhäuser.

## Auflistung der Hochhäuser nach Höhe
| Nr. | Name                             | Stadt        | Höhe                         | Etagen | Baujahr | Status |
| --- | -------------------------------- | ------------ | ---------------------------- | ------ | ------- | ------ |
| 1.  | Metropolitan National Bank Tower | Little Rock  | 166,4 m                      | 40     | 1986    | Erbaut |
| 2.  | Regions Center                   | Little Rock  | 138 m                        | 30     | 1975    | Erbaut |
| 3.  | Bank of America Plaza            | Little Rock  | 114 m                        | 24     | 1970    | Erbaut |
| 4.  | Stephens Building                | Little Rock  | 111 m                        | 35     | 1985    | Erbaut |
| 5.  | One Union National Plaza         | Little Rock  | 101 m                        | 21     | 1968    | Erbaut |
| 6.  | Tower Building                   | Little Rock  | 91,4 m                       | 18     | 1960    | Erbaut |
| 7.  | River Market Building            | Little Rock  | 87 m                         | 20     | 2009    | Erbaut |
| 8.  | 300 Third Tower                  | Little Rock  | 66,4 m                       | 18     | 2007    | Erbaut |
| 9.  | Austin Hotel                     | Hot Springs  | 60,1 m                       | 14     | 1986    | Erbaut |
| 10. | Donaghey Building                | Little Rock  | 59,4 m                       | 14     | 1926    | Erbaut |
| 11. | The Cosmopolitan Hotel           | Fayetteville | 58,2 m                       | 16     | 1981    | Erbaut |
| 12. | First Security Center            | Little Rock  | 57,9 m                       | 14     | 2004    | Erbaut |
| 13. | Medical Arts Building            | Hot Springs  | 54,8 m                       | 16     | 1930    | Erbaut |
| 14. | The Arlington Hotel              | Hot Springs  | 54,2 m                       | 12     | 1924    | Erbaut |
| 15. | Alltel Building 5                | Little Rock  | 53,1 m (Höhe bis zur Spitze) | 12     |         | Erbaut |
| 16. | Acxiom River Market Tower        | Little Rock  | 52,1 m                       | 12     | 2003    | Erbaut |
| 17. | Lafayette Building               | Little Rock  | 51,2 m                       | 11     | 1925    | Erbaut |